# Granby Island
Granby Island är en ö i Kanada.   Den ligger i provinsen Newfoundland och Labrador, i den östra delen av landet, 1 700 km nordost om huvudstaden Ottawa. Arean är 19,6 kvadratkilometer.
Terrängen på Granby Island är platt. Öns högsta punkt är 138 meter över havet. Den sträcker sig 6,9 kilometer i nord-sydlig riktning, och 9,2 kilometer i öst-västlig riktning.